# Kobilino branista (menedék)
A Kobilino Braniste egy menedékhely 2145 méter tengerszint feletti magasságban, a Rila-hegységben.
Egyszintes faépület, amely legfeljebb 20 férőhellyel rendelkezik. Nem rendelkezik vízellátással és villamos árammal, nincs szaniter egysége és nincs személyzete.
A menedék az E-4 nemzetközi turistaútvonalon fekszik a Maljovica menedékház - Popovokapski preval - Kobilino braniste - Ribni Ezera menedékház szakaszon.

## Szomszédos turisztikai helyszínek
- Maljovica menedékház (a Sztrasno Ezero menedékházon keresztül): 4 óra
- Mecsit menedékház: 4 óra
- Ribni Ezera menedékház: 4:30 óra
- Maljovica Alpinista Iskola (a Joncsevo tavon keresztül): 5 óra
- Kirilova Poljana: 2 óra
- Szuhoto Ezero (Száraz tó): 40 perc
- Rilai kolostor: 4 óra